# Zina Garrison
Zina Lynna Garrison (* 16. November 1963 in Houston, Texas) ist eine ehemalige US-amerikanische Tennisspielerin.
Sie gewann drei Titel im Mixed bei Grand-Slam-Turnieren sowie 1988 die Goldmedaille im Damendoppel bei den Olympischen Spielen in Seoul. Zudem stand sie im Jahr 1990 im Einzel-Endspiel von Wimbledon.

## Karriere
Mit zehn Jahren begann sie mit dem Tennissport, mit zwölf gewann sie ihr erstes Turnier, mit 14 die nationalen Meisterschaften bei den 18-Jährigen. Sie sicherte sich 1981 den Titel der Juniorinnen in Wimbledon und bei den US Open und wurde als Nummer 1 in deren Weltrangliste geführt.
1982 wurde Garrison Profispielerin. Gleich bei ihrer ersten Teilnahme an den French Open erreichte sie das Viertelfinale, in dem sie an der späteren Turniersiegerin Martina Navrátilová scheiterte.
1983 kam sie bei den Australian Open bis ins Halbfinale, sie beendete das Jahr auf Platz 10 der Weltrangliste.
1987 erreichte sie bei den Australian Open mit Lori McNeil das Finale im Damendoppel, zusammen mit Sherwood Stewart gewann sie den Mixed-Wettbewerb. Im Jahr darauf gewann sie mit ihm auch den Mixed-Titel in Wimbledon.
Mit Pam Shriver gewann sie 1988 bei den Olympischen Spielen für die USA die Goldmedaille im Damendoppel, sie besiegten im Endspiel Jana Novotná und Helena Suková in drei Sätzen. Im Einzel gewann Garrison die Bronzemedaille, nachdem sie im Viertelfinale ihre Doppelpartnerin Pam Shriver ausgeschaltet hatte.
1989 besiegte sie im Viertelfinale der US Open Chris Evert, die danach nie wieder auf der Damentour angetreten ist (sie hatte noch einige wenige Fed-Cup-Auftritte). In jenem Jahr beendete Zina Garrison die Saison auf Position 4 der Weltrangliste.
Höhepunkt ihrer Karriere war der Einzug ins Wimbledon-Finale im Jahr 1990, als sie im Viertelfinale die French-Open-Siegerin Monica Seles und im Halbfinale Titelverteidigerin Steffi Graf besiegte. Im Endspiel unterlag sie Martina Navrátilová. Im Mixed konnte sie zusammen mit Rick Leach dagegen ihren dritten Grand-Slam-Titel feiern.
1992 erreichte sie mit Mary Joe Fernández nochmals das Finale der Australian Open im Damendoppel.
1993 gründete sie die Zina Garrison Academy, mit der sie unterprivilegierten Kindern aus ihrer Heimatstadt Houston das Erlernen des Tennisspiels ermöglicht.
Zina Garrison beendete 1996 ihre Profilaufbahn, in der sie 14 Einzel- und 19 Doppeltitel gewann. Außerdem bestritt sie von 1984 bis 1994 insgesamt 27 Partien für die US-amerikanische Fed-Cup-Mannschaft, bei denen sie 22 Siege feierte.

## Turniersiege

### Einzel
| Nr. | Datum             | Turnier       | Kategorie      | Belag             | Finalgegnerin        | Ergebnis      |
| --- | ----------------- | ------------- | -------------- | ----------------- | -------------------- | ------------- |
| 1.  | 4. November 1984  | Zürich        | WTA World Tour | Teppich (Halle)   | Claudia Kohde-Kilsch | 6:1, 0:6, 6:2 |
| 2.  | 21. April 1985    | Amelia Island | WTA World Tour | Sand              | Chris Evert-Lloyd    | 6:4, 6:3      |
| 3.  | 3. November 1985  | Zürich        | WTA World Tour | Teppich (Halle)   | Hana Mandlíková      | 6:1, 6:3      |
| 4.  | 2. November 1986  | Indianapolis  | WTA World Tour | Hartplatz         | Melissa Gurney       | 6:3, 6:3      |
| 5.  | 11. Januar 1987   | Sydney        | WTA World Tour | Rasen             | Pam Shriver          | 6:2, 6:4      |
| 6.  | 15. Februar 1987  | San Francisco | WTA World Tour | Teppich (Halle)   | Sylvia Hanika        | 7:5, 4:6, 6:3 |
| 7.  | 26. Februar 1989  | Oakland       | WTA Tier II    | Hartplatz (Halle) | Larissa Sawtschenko  | 6:1, 6:1      |
| 8.  | 23. Juli 1989     | Newport       | WTA Tier IV    | Rasen             | Pam Shriver          | 6:0, 6:1      |
| 9.  | 12. November 1989 | Chicago       | WTA Tier II    | Teppich (Halle)   | Larissa Sawtschenko  | 6:3, 2:6, 6:4 |
| 10. | 17. Juni 1990     | Birmingham    | WTA Tier IV    | Rasen             | Helena Suková        | 6:4, 6:1      |
| 11. | 23. Februar 1992  | Oklahoma      | WTA Tier IV    | Hartplatz (Halle) | Lori McNeil          | 7:5, 3:6, 7:6 |
| 12. | 21. Februar 1993  | Oklahoma      | WTA Tier III   | Hartplatz (Halle) | Patty Fendick        | 6:2, 6:2      |
| 13. | 24. Oktober 1993  | Budapest      | WTA Tier III   | Teppich (Halle)   | Sabine Appelmans     | 7:5, 6:2      |
| 14. | 18. Juni 1995     | Birmingham    | WTA Tier III   | Rasen             | Lori McNeil          | 6:3, 6:3      |

### Doppel
| Nr. | Datum             | Turnier       | Kategorie             | Belag             | Partnerin           | Finalgegnerinnen                        | Ergebnis         |
| --- | ----------------- | ------------- | --------------------- | ----------------- | ------------------- | --------------------------------------- | ---------------- |
| 1.  | 4. August 1986    | Montreal      | WTA World Tour        | Hartplatz         | Gabriela Sabatini   | Pam Shriver Helena Suková               | 7:6, 5:7, 6:4    |
| 2.  | 1. November 1986  | Indianapolis  | WTA World Tour        | Hartplatz         | Lori McNeil         | Candy Reynolds Anne Smith               | 4:5 Aufgabe      |
| 3.  | 22. August 1987   | Toronto       | WTA World Tour        | Hartplatz         | Lori McNeil         | Claudia Kohde-Kilsch Helena Suková      | 6:1, 6:2         |
| 4.  | 3. Oktober 1987   | New Orleans   | WTA World Tour        | Teppich (Halle)   | Lori McNeil         | Mareen Louie-Harper Heather Ludloff     | 6:3, 6:3         |
| 5.  | 12. März 1988     | Boca Raton    | WTA Tier II           | Hartplatz         | Katrina Adams       | Claudia Kohde-Kilsch Helena Suková      | 6:2, 6:2         |
| 6.  | 16. April 1988    | Amelia Island | WTA Tier II           | Sand              | Eva Pfaff           | Katrina Adams Penny Barg                | 4:6, 6:2, 7:6    |
| 7.  | 23. April 1988    | Houston       | WTA Tier III          | Sand              | Katrina Adams       | Martina Navratilova Lori McNeil         | 6:7, 6:2, 6:4    |
| 8.  | 2. Oktober 1988   | Seoul         | Olympische Spiele     | Hartplatz         | Pam Shriver         | Jana Novotná Helena Suková              | 4:6, 6:2, [10:8] |
| 9.  | 27. November 1988 | Tokio         | Doubles Championships | Teppich (Halle)   | Katrina Adams       | Gigi Fernández Robin White              | 7:5, 7:5         |
| 10. | 4. Februar 1989   | Tokio         | WTA Tier III          | Teppich (Halle)   | Katrina Adams       | Mary Joe Fernández Claudia Kohde-Kilsch | 6:3, 3:6, 7:6    |
| 11. | 29. April 1989    | Houston       | WTA Tier III          | Sand              | Katrina Adams       | Gigi Fernández Lori McNeil              | 6:3, 6:4         |
| 12. | 23. Juni 1989     | Eastbourne    | WTA Tier II           | Rasen             | Katrina Adams       | Jana Novotná Helena Suková              | 6:3, Aufgabe     |
| 13. | 24. Februar 1990  | Washington    | WTA Tier II           | Teppich (Halle)   | Martina Navratilova | Ann Henricksson Dinky van Rensburg      | 6:0, 6:3         |
| 14. | 11. August 1990   | San Diego     | WTA Tier III          | Hartplatz         | Patty Fendick       | Elise Burgin Rosalyn Fairbank           | 6:4, 7:6         |
| 15. | 20. Oktober 1990  | Filderstadt   | WTA Tier II           | Teppich (Halle)   | Mary Joe Fernández  | Mercedes Paz Arantxa Sánchez Vicario    | 7:5, 6:3         |
| 16. | 13. Februar 1993  | Chicago       | WTA Tier II           | Teppich (Halle)   | Katrina Adams       | Amy Frazier Kimberly Po                 | 7:67, 6:3        |
| 17. | 20. Februar 1993  | Oklahoma      | WTA Tier III          | Hartplatz (Halle) | Patty Fendick       | Katrina Adams Manon Bollegraf           | 6:3, 6:2         |
| 18. | 9. Oktober 1993   | Zürich        | WTA Tier I            | Teppich (Halle)   | Martina Navratilova | Gigi Fernández Natallja Swerawa         | 6:3, 5:7, 6:3    |
| 19. | 11. Juni 1994     | Birmingham    | WTA Tier III          | Rasen             | Larisa Neiland      | Catherine Barclay Kerry-Anne Guse       | 6:4, 6:4         |

### Mixed
| Nr. | Datum           | Turnier         | Kategorie  | Belag | Partner          | Finalgegner                      | Ergebnis       |
| --- | --------------- | --------------- | ---------- | ----- | ---------------- | -------------------------------- | -------------- |
| 1.  | 24. Januar 1987 | Australian Open | Grand Slam | Rasen | Sherwood Stewart | Andrew Castle Anne Hobbs         | 3:6, 7:65, 6:3 |
| 2.  | 3. Juli 1988    | Wimbledon       | Grand Slam | Rasen | Sherwood Stewart | Kelly Jones Gretchen Magers      | 6:1, 7:6       |
| 3.  | 8. Juli 1990    | Wimbledon       | Grand Slam | Rasen | Rick Leach       | John Fitzgerald Elizabeth Smylie | 7:5, 6:2       |

## Abschneiden bei Grand-Slam-Turnieren

### Einzel
| Turnier         | 1980 | 1981 | 1982 | 1983 | 1984 | 1985 | 1986  | 1987 | 1988 | 1989 | 1990 | 1991 | 1992 | 1993 | 1994 | 1995 | 1996 | Karriere |
| --------------- | ---- | ---- | ---- | ---- | ---- | ---- | ----- | ---- | ---- | ---- | ---- | ---- | ---- | ---- | ---- | ---- | ---- | -------- |
| Australian Open | —    | —    | 1    | HF   | 1    | VF   | n. a. | VF   | 2    | VF   | VF   | AF   | AF   | 3    | 1    | 3    | —    | HF       |
| French Open     | —    | —    | VF   | 1    | AF   | 2    | 3     | —    | AF   | 3    | 1    | 1    | —    | 1    | 1    | 1    | —    | VF       |
| Wimbledon       | —    | —    | AF   | 2    | 2    | HF   | 2     | —    | VF   | 2    | F    | VF   | AF   | AF   | VF   | 3    | —    | F        |
| US Open         | 2    | 1    | AF   | AF   | 3    | VF   | AF    | AF   | HF   | HF   | VF   | AF   | AF   | 3    | AF   | AF   | 1    | HF       |

Zeichenerklärung: S = Turniersieg; F, HF, VF, AF = Einzug ins Finale / Halbfinale / Viertelfinale / Achtelfinale; 1, 2, 3 = Ausscheiden in der 1. / 2. / 3. Hauptrunde; Q1, Q2, Q3 = Ausscheiden in der 1. / 2. / 3. Runde der Qualifikation; n. a. = nicht ausgetragen

### Doppel
| Turnier         | 1981 | 1982 | 1983 | 1984 | 1985 | 1986  | 1987 | 1988 | 1989 | 1990 | 1991 | 1992 | 1993 | 1994 | 1995 | 1996 | 1997 | Karriere |
| --------------- | ---- | ---- | ---- | ---- | ---- | ----- | ---- | ---- | ---- | ---- | ---- | ---- | ---- | ---- | ---- | ---- | ---- | -------- |
| Australian Open | —    | 1    | AF   | VF   | VF   | n. a. | F    | HF   | AF   | 1    | 2    | F    | VF   | VF   | 1    | —    | —    | F        |
| French Open     | —    | 2    | 1    | 1    | 1    | 1     | —    | VF   | VF   | 1    | VF   | 1    | AF   | AF   | VF   | —    | —    | VF       |
| Wimbledon       | —    | 1    | 2    | 2    | 2    | AF    | —    | HF   | VF   | HF   | HF   | VF   | HF   | 1    | AF   | —    | —    | HF       |
| US Open         | 2    | 1    | AF   | 1    | HF   | VF    | VF   | 2    | AF   | AF   | HF   | VF   | —    | —    | AF   | 1    | 1    | HF       |

### Mixed
| Turnier         | 1982              | 1983              | 1984              | 1985              | 1986              | 1987 | 1988 | 1989 | 1990 | 1991 | 1992 | 1993 | 1994 | 1995 | 1996 | Karriere |
| --------------- | ----------------- | ----------------- | ----------------- | ----------------- | ----------------- | ---- | ---- | ---- | ---- | ---- | ---- | ---- | ---- | ---- | ---- | -------- |
| Australian Open | nicht ausgetragen | nicht ausgetragen | nicht ausgetragen | nicht ausgetragen | nicht ausgetragen | S    | 1    | F    | F    | 1    | —    | F    | 1    | —    | —    | S        |
| French Open     | —                 | VF                | —                 | AF                | —                 | —    | 2    | HF   | 2    | AF   | —    | 2    | 2    | AF   | —    | HF       |
| Wimbledon       | —                 | VF                | 1                 | 2                 | 1                 | —    | S    | AF   | S    | 2    | 2    | AF   | 1    | —    | —    | S        |
| US Open         | VF                | AF                | —                 | VF                | AF                | HF   | VF   | VF   | VF   | 1    | VF   | 1    | AF   | —    | 1    | HF       |